# Гора Тірренська
Tyrrhenus Mons, раніше відомий як Tyrrhena Mons або Tyrrhena Patera — це великий вулкан у квадранглі Mare Tyrrhenum планети Марс, розташований за координатами 21,36° пд. ш., та 253,47° зх. д.. Назва «Tyrrhena Patera» тепер стосується лише центральної западини — вулканічного кратера або кальдери на вершині. Вулкан отримав свою назву від назви класичної альбедо-деталі. На вершині Tyrrhenus Mons були виявлені ланцюжки ерозійних кратерів. Вони утворюються внаслідок западання поверхневого матеріалу в підземні порожнини. І оскільки вони утворюють ланцюжки та концентричні розломи, що мають досить виразний, рівномірний візерунок, вони спричинені, найімовірніше, розтягуванням поверхні. Вулканічні процеси стали причиною того, що поверхня розтягнулася та потріскала у деяких місцях. Внаслідок цього під поверхнею утворилися порожнини, в які згодом і потрапили породи з поверхні, залишивши по собі западини. Tyrrhenus Mons — це один з найстаріших вулканів на Марсі. Як наслідок значного віку, він має досить багато радіальних ярів на своїх схилах. Під час утворення вулкана, як стверджують дослідники, лава, ймовірно, проникала крізь замерзлу поверхню і виривалася назовні у формі вивержень дещо еродованого попелу, замість того, щоб утворювати лавові потоки.

## Галерея
|                                 |
| Мапа квадрангла Mare Tyrrhenum. |

|                        |
| Вулкан Tyrrhenus Mons. |

|                                                     |
| Ланцюжки ерозійних кратерів поблизу Tyrrhenus Mons. |